# یوریس نوردین
یوریس نوردین (انگلیسی: Hjördis Nordin؛ زادهٔ ۲ اوت ۱۹۳۲) ژیمناست هنری اهل سوئد بود.